# ユニバーサル・ミュージック・パブリッシング・グループ
ユニバーサル・ミュージック・パブリッシング・グループ（Universal Music Publishing Group）は、北米の音楽出版社で、ユニバーサル ミュージック グループの一員である。ポリグラムと合併するまで、以前はMCAミュージック・パブリッシングとして知られていた。
ユニバーサル・ミュージック・パブリッシング・グループは、ソニー・ミュージックパブリッシングに次いで世界第2位の音楽出版社である。ユニバーサル・ミュージック・パブリッシング・グループの管理楽曲は300万曲以上あり、30ヶ国以上に拠点を構えている。

## 社歴
1998年、シーグラムはポリグラムを104億ドルで買収したポリグラムの音楽事業は、シーグラムのMCAレコードに合併された。この合併は1999年1月に行われ、ユニバーサル ミュージック グループという名の新会社が設立された。この合併には、両レコード・レーベルの音楽出版社も含まれていた。ポリグラムの管理楽曲には、ディック・ジェームズ・ミュージック、ウェルク・ミュージック・グループ、シダーウッド・パブリッシング（Cedarwood Publishing）、スウェーデン・ミュージックが含まれていた。MCAは1964年にルー・レビーのリーズ・ミュージック・コーポレーション（Leeds Music Corporation）を買収したのを契機に、音楽出版事業に参入した。
2000年8月、ユニバーサル・ミュージック・パブリッシング・グループはロンドール・ミュージック・パブリッシングをハーブ・アルパートとジェリー・モスからおよそ4億ドルで買収した。この買収には、A&Mレコード、アイ・アール・エス・レコード、スタックス・レコード、シェルター・レコードの旧音楽出版部門と、シー・オブ・チューンズが含まれていた。この買収により、ユニバーサル・ミュージック・パブリッシング・グループの管理楽曲に60,000曲の著作権が追加された。
2006年、ユニバーサル・ミュージック・パブリッシング・グループは、当時世界第3位の音楽出版社であったBMGからBMGミュージック・パブリッシングを16億3000万ユーロで買収し、世界最大の音楽出版社となった。この買収には、デュランとリコルディの管理楽曲、ベンソン・レコードとゾンバ・ミュージック・グループの旧音楽出版部門が含まれていた。BMGミュージック・パブリッシングの買収の一環として、ユニバーサル・ミュージック・パブリッシング・グループはゾンバUK（およびゾンバUSAの欧州での権利）、ロンドールUK、19ミュージック、BBCのカタログをイマージェムという新会社（現在はコンコルド・ミュージック・グループの一部門）に売却した。
2013年5月7日、ユニバーサル・ミュージック・パブリッシング・グループはアメリカの音楽出版社クライテリオン・ミュージック・コーポレーションを買収した。
2015年1月1日、ジョディ・ガーソンはユニバーサル・ミュージック・パブリッシング・グループの会長兼最高経営責任者に就任し、大手音楽出版社を経営する初の女性経営者となった。ガーソンは、2015年12月3日、ビルボード誌の『Women in Music』号でエグゼクティブ・オブ・ザ・イヤーに選出された。ソニー・ミュージックパブリッシングは、2013年にイーエムアイ音楽出版を買収し、ユニバーサル・ミュージック・パブリッシング・グループを抜いて世界最大の音楽出版社となった。

## 管理楽曲群
ユニバーサル・ミュージック・パブリッシング・グループは、60,000作品のロンドール・ミュージック・カタログを管理し、その他にも以下のような数多くのものを所有または管理している。インタースコープおよびデフ・ジャム、ワイルドブレイン、Amazonスタジオおよびメトロ・ゴールドウィン・メイヤー、オール・ネイションズ・ミュージック（All Nations Music）、チャーリー・ダニエルズ、リコルディ、マトラカ・バーグ、ドリームワークス・アニメーション、HBO、パラマウント・グローバル（CBSおよびShowtimeを除く）、ワーナー・ブラザース、セサミストリート、ライオンズゲート、ディズニー・ミュージック・グループ、フォアランナー・ミュージック（Forrunner Music）、エピタフ・レコード、バリーとグリーンウィッチの作品、モメンタム・パブリッシング（Momentum Publishing）およびジョン・フィリップスなど。ユニバーサル・ミュージック・パブリッシング・グループは、レナード・バーンスタインとヘンリー・マンシーニ（米国以外）、およびDSign Musicの作品も所有または管理している。

## 米国外
ユニバーサル・ミュージック・パブリッシング・グループ・オーストラリア＆ニュージーランドは、オーストラリアのニューサウスウェールズ州シドニーに拠点を置いている。2020年1月までABCミュージック・パブリッシングの責任者であったマリアンナ・アンナスは、2021年6月現在、同社のバイスプレジデントとしてコマーシャル＆クリエイティブを担当している。
ユニバーサル・ミュージック・パブリッシング・グループの日本法人であるユニバーサル・ミュージック・パブリッシング合同会社の社長にはジョニー・トンプソンがその任に当たっている。